# Kálmán Rudolf Emil
Kálmán Rudolf Emil vagy Rudolf E. Kalman (Budapest, 1930. május 19. – Gainesville, 2016. július 2.) amerikai magyar villamosmérnök, matematikus, a műszaki tudományok doktora, a Magyar Tudományos Akadémia tiszteleti tagja. Munkássága a matematikai eljárások folyamatirányítási és szabályozáselméleti alkalmazásában, az operációkutatásban jelentős, többek között a nevéhez fűződik a Kálmán-szűrő elvének kidolgozása.

## Életútja
A második világháború idején, 1943-ban került az Egyesült Államokba. 1953-ban a cambridge-i Massachusettsi Műszaki Intézetben (Massachusetts Institute of Technology, MIT) szerzett villamosmérnöki diplomát, s egy évig, 1953–1954-ben az MIT munkatársa volt. 1954–1955-ben a du Pont de Nemors and Co. vegyipari vállalatnál, 1955–1957-ben a New York-i Columbia Egyetemen kutatott, ez utóbbi helyen védte meg doktori disszertációját 1957-ben. 1957–1958-ban az IBM poughkeepsie-i kutatólaboratóriumának vezető mérnöke volt, majd 1958-tól 1964-ig a baltimore-i Research Institute for Advanced Studies intézetben végzett tudományos munkát előbb mint kutató matematikus, később mint kutatási igazgatóhelyettes. 1964-től 1971-ig a kaliforniai Stanford Egyetem villamosmérnöki, mechanikai és operációkutatási tanszékein oktatott. 1971-től 1992-ig a gainesville-i Floridai Egyetem kutatóprofesszora volt, egyszersmind az egyetem matematikai rendszerelméleti központjának igazgatói tisztét is betöltötte. Ezzel párhuzamosan 1973 és 1997 között a zürichi Szövetségi Műszaki Főiskolán (Eidgenössische Technische Hochschule, ETH) a matematikai rendszerelmélet rendes egyetemi tanára volt, nyugdíjazása óta a főiskola professor emeritusa.

## Munkássága
Fő kutatási területe a folyamatirányítás és szabályozás elmélete, valamint az operációkutatás, azaz a műszaki műveletek vezérléséért, ellenőrzéséért és szabályozásáért felelős irányítórendszerek matematikai szempontú algoritmizálása, matematikai módszerek alkalmazása a sztochasztikus rendszerek elemzésében és fejlesztésében.
Tudományos pályafutása első szakaszában, az 1950-es években a sokdimenziós állapottérmodellekkel foglalkozott, amelyekre axiomatikus elméletet is kidolgozott. E korai korszakban a kvadratikus Ljapunov-függvényből kiindulva elemezte és továbbfejlesztette a lineáris dinamikus rendszerek elméletét. Későbbi rendszerelméleti kutatásai során bevezette Constantin Carathéodory variációszámítási eljárásait az optimális irányításelmélet matematikai módszertanába, s ugyanebben a témakörben tisztázta a kapcsolatot a Pontrjagin-maximumelv és a Hamilton–Jacobi–Bellman-egyenlet között.
A Research Institute for Advanced Studies kutatójaként, 1960–1961-ben – Richard S. Bucyval az oldalán – dolgozta ki talán legjelentősebb tudományos eredményét, a matematikai statisztikai szűrés elméleti alapját, és ezen keresztül a nemlineáris diszkrét rendszerek állapotterére alkalmazható matematikai eljárás, a Kálmán-szűrő elvét. Ennek segítségével a különféle adatsorokból kiszűrhető a „zaj”, s hiányos információk esetében is – rekurzív paraméterbecsléssel – megállapítható az adott rendszer időállapota. Első ízben az amerikai ember nélküli Hold-szondák berendezéseinél alkalmazták ezt az eljárást 1963-ban, de a Kálmán-szűrő és későbbi kiterjesztései fontos szerepet töltenek be többek között a repülő szerkezetek, a repülésirányítás és a navigáció vezérlőrendszereiben. Az 1960-as évek közepétől kutatásai homlokterében a rendszermodellezés és az algebrai rendszerelmélet áll, egyebek mellett a nemlineáris dinamikus rendszerek elméletében kimutatta a modern algebra alkalmazhatóságát. 1977-ben megtartott akadémiai székfoglalója témájául már e kérdéskört választotta (Realization theory of multilinear response maps).

### Társasági tagságai és elismerései
1991 óta tagja az amerikai Nemzeti Mérnöktudományi Akadémiának (National Academy of Engineering), 1994 óta az Amerikai Tudományos Akadémiának, valamint az Amerikai Művészeti és Tudományos Akadémiának. 1976-ban a Magyar Tudományos Akadémia tiszteleti, 1989-ben a Francia Természettudományi Akadémia külső tagjává választották, emellett külső tagja az Orosz Tudományos Akadémiának is.
Tudományos munkásságának eredményeit 1974-ben az amerikai Villamos- és Elektromérnökök Intézetének (Institute of Electrical and Electronics Engineers, IEEE) érdemrendjével, 1985-ben a japán Kiotó-díjjal, 1987-ben az Amerikai Matematikai Társaság (American Mathematical Society) Leroy P. Steele-díjával, 1997-ben a Richard E. Bellman Control Heritage Awarddal, 2008-ban pedig a Nemzeti Mérnöktudományi Akadémia Charles Stark Draper-díjával jutalmazták. 2009-ben Barack Obama amerikai elnöktől vehette át az egyik legnagyobb amerikai műszaki tudományi elismerést, a Nemzeti Tudományos Érmet (National Medal of Science). 2010. június 30-án az Óbudai Egyetem őt választotta legelső díszdoktorává.

### Főbb műve
- Topics in mathematical system theory. New York: McGraw-Hill. 1969. (Szerzőtársakkal)